# Wynnum
Wynnum är en del av en befolkad plats i Australien. Den ligger i kommunen Brisbane och delstaten Queensland, omkring 13 kilometer öster om delstatshuvudstaden Brisbane. Antalet invånare är 11 719.
Trakten är tätbefolkad. Närmaste större samhälle är Brisbane, omkring 13 kilometer väster om Wynnum. 
Genomsnittlig årsnederbörd är 1 434 millimeter. Den regnigaste månaden är januari, med i genomsnitt 283 mm nederbörd, och den torraste är oktober, med 22 mm nederbörd.